# Noé Vernède

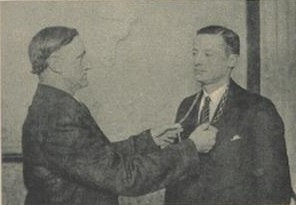
N. Vernède geïnstalleerd als nieuwe burgemeester van Rozenburg (1933)

Noé Vernède (Voorschoten, 27 juni 1902 – Apeldoorn, 28 oktober 1977) was een Nederlands burgemeester.
Noé was de jongste zoon van de toenmalige  burgemeester van Voorschoten, Edwin Vernède. Noé trouwde op 21 november 1935 in Rotterdam met Catharina Crol (Rotterdam, 3 december 1915 – Arnhem, 14 september 1975). Het huwelijk bleef kinderloos.
In 1933 werd hij burgemeester van Rozenburg. In 1939 vertrok hij naar Zoetermeer om daar de burgemeesterstaak op te vatten. Hij bleef burgemeester van Zoetermeer tot 1963, met uitzondering van het jaar 1945, waarin J.C.W. van Dijk tijdelijk waarnemend burgemeester was. Vernède zat tot mei in dat jaar ondergedoken voor de bezetter.

## Trivia
- Het Burgemeester Vernèdesportpark in Zoetermeer is naar hem vernoemd.
- Noé's oudere broer Frederik Willem Vernède was van 1946 tot 1964 burgemeester van Geldermalsen.